# Franziskusgymnasium Lingen
Das Franziskusgymnasium Lingen ist ein privates katholisches Gymnasium in Lingen im Emsland. Schulträger ist die Schulstiftung im Bistum Osnabrück.

## Geschichte
In Dingelstädt bestand bereits seit 1873 eine Lehreinrichtung für Mädchen, das von den Thuiner Franziskanerinnen betrieben wurde. Aufgrund der Zonenaufteilung nach dem Zweiten Weltkrieg lag dieses in der Sowjetischen Besatzungszone, weshalb eine neue Schule gegründet werden sollte. Dies geschah am 30. April 1946 mit der „Mädchen-Oberschule im St. Georgsstift Thuine“. Zu Anfang besuchten 75 Schülerinnen in fünf Klassen (Stufen 5 bis 9) die Schule und wohnten im nahe gelegenen Wohnheim. Die Ordensschule wurde auch von Kindern der Gegend besucht, die nicht in den Orden eintreten wollten.
Aufgrund steigender Schülerzahlen wurde in Laxten ein neuer Gebäudekomplex erbaut, der zusätzlich einen Schwesternkonvent und eine Fachschule für Sozialpädagogik umfasste. Der größte Teil der Schule zog im Sommer 1967 in die neuen Gebäude um. Zum Jahrgang 1976/77 wurden erstmals Jungen in die Schule aufgenommen und der Name zu „Franziskusgymnasium“ geändert. Die Zweigstelle in Thuine wurde erst 1981 geschlossen. Seit demselben Jahr organisieren die Schüler mit denen des Gymnasium Georgianum das Abifestival (seit 2019 Lautfestival), das mittlerweile eines der größten Musikfestivals der Gegend ist.
Anfang 2018 wechselte die Schulträgerschaft vom Konvent zur Schulstiftung des Bistums Osnabrück.

## Angebote
Alle Schüler beginnen mit Englisch als erster Fremdsprache. Danach besteht zur 6. Klasse die Wahl zwischen Französisch, Latein und Spanisch. Später kann eine dritte Fremdsprache aus denselben Sprachen gewählt werden. Die Schule versteht sich als MINT-Schule und gibt an, dass Mathematik das größte Potenzial habe, um die Schöpfung zu verstehen. Unter bestimmten Voraussetzungen kann Abiturienten ein MINT-EC-Zertifikat ausgestellt werden.
Aufgrund des „christlichen Schulprofils“ besteht eine Schulpastoralteam, das kleine Veranstaltungen organisiert. Es werden aus unterschiedlichen Bereichen AGs angeboten, wie zum Beispiel Schulchören, Musikgruppen, Sportmannschaften oder Sprachvertiefung. Dazu gibt es Angebote zur Berufsorientierung, Klassenfahrten und Schüleraustausche.
Die Schule ist Mitglied in der Arbeitsgemeinschaft Freier Schulen und wurde 2017 als Deutsche Schachschule ausgezeichnet.

## Ehemalige
Schüler
- Tamara Zieschang (* 1970), Politikerin (CDU), Ministerin in Sachsen-Anhalt
- Katja Diehl (* 1973), Autorin und Aktivistin
- Petra S. Dittrich (* 1974), Chemikerin und Hochschullehrerin
- Petra Sander (* 1975), Hörfunkjournalistin

Lehrer
- Dieter Krone (* 1963), parteiloser Politiker und Oberbürgermeister von Lingen